# 薩頓縣
薩頓縣（英語：Sutton County）位美國德克薩斯州中西部的一個縣。面積3,767平方公里。根据美國2000年人口普查，共有人口4,077人。縣治索諾拉（Sonora）。
成立於1887年4月1日，縣政府成立於1890年11月4日。縣名紀念美墨戰爭和美國內戰時期的軍官約翰·S·薩頓。